# Thomas Cranmer
Thomas Cranmer (2 tháng 7, 1489 – 21 tháng 3, 1556) là nhà lãnh đạo cuộc Cải cách Anh, và là Tổng Giám mục Canterbury trong thời trị vì của Henry VIII, Edward VI, và một giai đoạn ngắn dưới thời Mary I. Cranmer giúp hủy bỏ hôn nhân giữa Henry với Catherine of Aragon, một trong những nguyên nhân dẫn đến sự tách rời Giáo hội Anh khỏi Công giáo Rô-ma. Cùng với Thomas Cromwell, ông ủng hộ nguyên tắc quyền tối thượng dành cho vương quyền, theo đó nhà vua được xem là người lãnh đạo giáo hội trong lãnh thổ của mình.
Suốt trong nhiệm kỳ Tổng Giám mục Canterbury, Cranmer nỗ lực thiết lập cấu trúc thần học và giáo nghi cho Giáo hội Anh theo khuynh hướng cải cách. Dưới quyền cai trị của Henry VIII, Cranmer không làm được gì nhiều để cải cách giáo hội do những xung đột quyền lực giữa những người bảo thủ và nhóm cải cách. Dù vậy, ông đã chính thức cho phát hành quyển giáo nghi bằng ngôn ngữ bản địa the Exhortation and Litany.
Khi Edward nối ngôi, Cranmer được rộng tay để tiến hành những cải cách chính yếu. Ông viết và soạn hai phiên bản cho Sách Cầu nguyện chung là quyển giáo nghi hoàn chỉnh cho Giáo hội Anh. Với sự trợ giúp của những nhà cải cách châu Âu mà ông dành cho họ quyền tị nạn, Cranmer đã xây dựng những chuẩn mực mới trong các lĩnh vực thần học như Tiệc Thánh, tình trạng độc thân của giáo sĩ, việc sử dụng ảnh tượng tại những nơi thờ phượng, và việc sùng kính các thánh.
Sau khi Mary I theo Công giáo lên ngôi, Cranmer bị buộc tội phản quốc và dị giáo. Bị giam trong hai năm và chịu áp lực từ giới chức giáo hội, ông từ bỏ một số quan điểm cải cách và tìm cách hòa giải với Giáo hội Công giáo Rô-ma. Tuy nhiên, ngay trong ngày bị hành quyết, Cranmer rút lại những nhượng bộ trước đây để chấp nhận cái chết của một kẻ dị giáo đối với Công giáo Rô-ma, nhưng là người tử đạo cho lý tưởng của cuộc Cải cách Anh. Cái chết của Cranmer trở nên bất tử trong tác phẩm Book of Martyr của John Foxe, và di sản của ông trường tồn trong Giáo hội Anh với Sách Cầu nguyện chung và "Ba mươi chín Tín điều", bản tuyên tín của Anh giáo lập nền trên sự đóng góp của ông.

## Thiếu thời (1489 – 1527)
Cranmer chào đời năm 1489 tại Aslockton ở Nottinghamshire, Anh. Song thân, Thomas và Agnes (nhũ danh Hatfield) Cranmer, không giàu có cũng không thuộc tầng lớp cầm quyền. Con trai đầu của họ, John, thừa kế tài sản của cha mẹ trong khi Thomas và em trai, Edmund, được định hướng để trở nên chức sắc giáo hội. Không ai biết rõ học vấn ban đầu của Cranmer, có lẽ cậu đã theo học ở một trường làng. Ở tuổi mười bốn, hai năm sau khi cha qua đời, cậu được gởi đến Jesus College mới vừa thành lập thuộc Đại học Cambridge. Cậu phải mất tám năm mới lấy bằng cử nhân với các môn luận lý học, văn học cổ điển, và triết học. Trong giai đoạn này, Cranmer sưu tập sách triết học kinh viện trung cổ Cranmer chọn hướng đi mới khi theo đuổi chương trình cao học, chuyên chú vào những nhà nhân văn, Jacques Lefèvre d'Étaples và Erasmus. Thời gian này cậu có nhiều tiến bộ, chuyên cần, và hoàn tất chương trình học sau ba năm. Chẳng bao lâu sau khi nhận học vị Thạc sĩ năm 1515, Cranmer trở thành ủy viên của Jesus College.
Ngay sau đó, Cranmer kết hôn với một phụ nữ tên Joan. Dù chưa phải là linh mục, ông bị buộc phải từ bỏ vị trí ủy viên, và mất chỗ cư trú trong trường. Để nuôi sống mình và vợ, ông nhận giảng dạy tại một trường đại học khác. Khi Joan qua đời lúc sinh con, Jesus College mời Cranmer trở lại trường. Ông khởi sự nghiên cứu thần học, rồi được phong chức linh mục năm 1520. Ông được chọn vào danh sách những nhà thuyết giáo của viện đại học. Năm 1526, ông nhận học vị tiến sĩ thần học.
Người ta không biết nhiều về tư tưởng và trải nghiệm của Cranmer trong ba thập niên ông làm việc ở Cambridge. Theo truyền thuyết, ông là nhà nhân văn đầy nhiệt huyết, chuyên tâm nghiên cứu Kinh Thánh, điều này dẫn dắt ông đến với tư tưởng Luther đã được phổ biến từ thập niên 1520. Tuy nhiên, những ghi chú của Cranmer cho thấy lúc đầu ông phản bác Martin Luther mà khâm phục Erasmus. Khi Hồng y Wolsey, tể tướng của nhà vua, chọn vài học giả từ Cambridge đi sứ khắp châu Âu, trong đó có Edward Lee, Stephen Gardiner, và Richard Sampson, Cranmer cũng được chọn cho một vị trí nhỏ trong sứ quán Anh tại Tây Ban Nha. Theo hai lá thư mới được tìm thấy của Cranmer, ông đã sớm có cơ hội gặp gỡ Vua Henry VIII. Sau khi trở về từ Tây Ban Nha trong tháng 6, 1527, ông được nhà vua dành nửa giờ để gặp riêng, Cranmer miêu tả Henry là "người tốt bụng nhất trong những ông hoàng".

## Dưới triều Henry VIII (1527 – 1532)

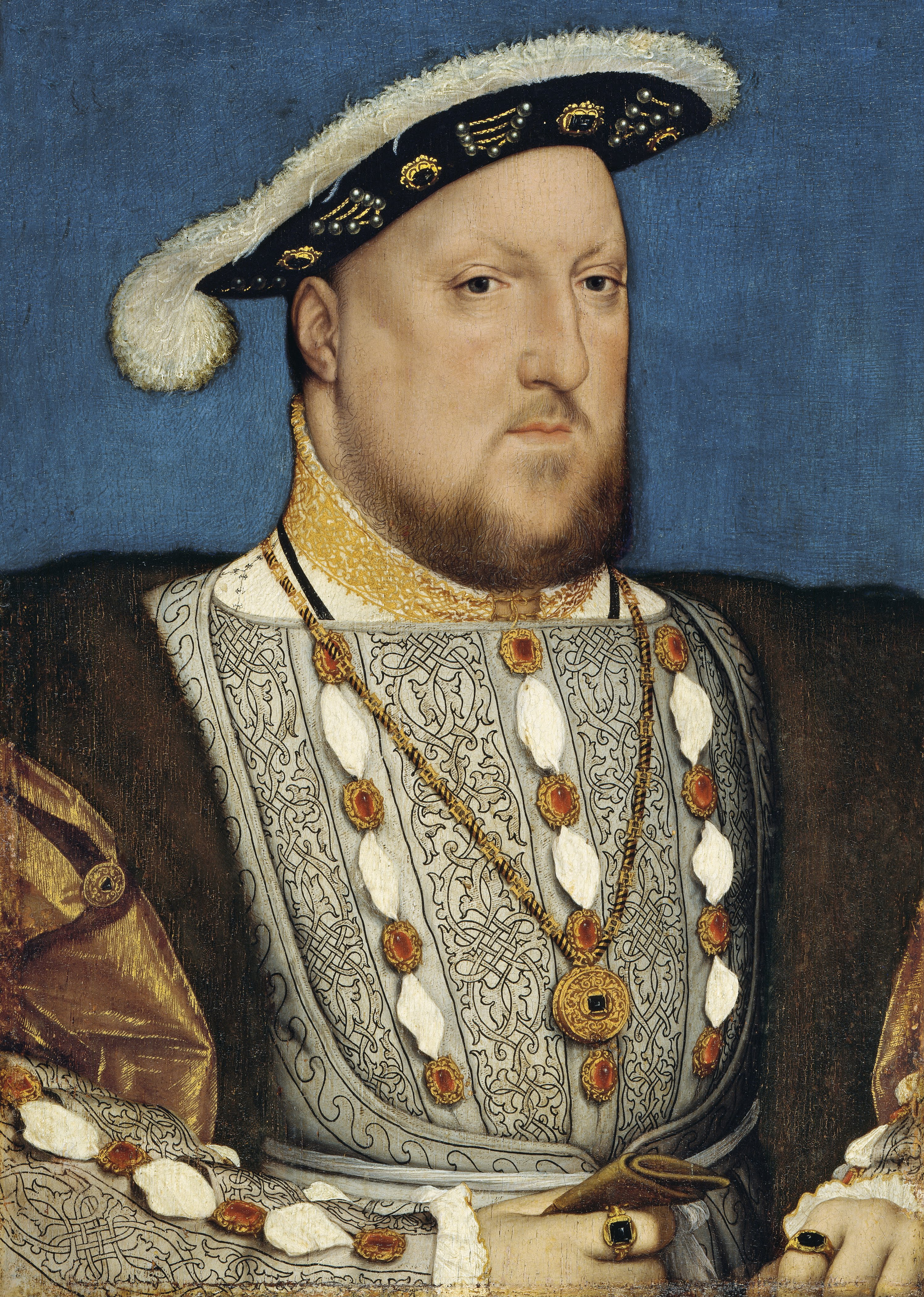
Henry VIII, c. 1536.

Hôn nhân đầu tiên của Henry VIII diễn ra năm 1502 khi người anh, Arthur, qua đời. Vua cha Henry VII tổ chức đính hôn cho vợ góa của Arthur, Catherine xứ Aragon, với nhà vua tương lai. Cuộc hôn phối đã dấy lên những nghi vấn liên quan đến giáo huấn của Kinh Thánh (Lê-vi ký chương 18 và 20) cấm lấy vợ của anh mình. Hai người kết hôn năm 1509, sau vài lần hư thai, một bé gái, Mary, ra đời năm 1516. Trong suốt thập niên 1510, do không có con trai để nối ngôi, Henry xem đó là chỉ dấu rõ ràng về cơn thịnh nộ của Chúa, ông thương thuyết với Vatican về một cuộc hủy hôn. Henry giao cho Hồng y Wolsey tiến hành vụ việc; Wolsey quay sang các chuyên gia đại học để nhờ tư vấn. Từ năm 1527, bên cạnh những nhiệm vụ ở Cambridge, Cranmer còn tham gia tiến trình giải quyết việc hủy hôn.
Mùa hè năm 1529, Cranmer đến Waltham Holy Cross ở với những người họ hàng để tránh dịch bệnh bùng nổ ở Cambridge. Hai trong số những phụ tá của ông ở Cambridge, Stephen Gardiner và Edward Foxe, cũng ở với ông. Khi ba người bàn luận với nhau về việc hủy hôn, Cranmer đề nghị nên đem vấn đề pháp lý này đến Rome để thu thập ý kiến của những nhà thần học trên khắp châu Âu. Henry tỏ ra chú tâm khi nghe Gardiner cùng Foxe trình bày kế hoạch này. Không ai biết rõ nhà vua hay quan Tể tướng Thomas More công khai ủng hộ kế hoạch, nhưng dần dà Cranmer cũng được yêu cầu gia nhập phái đoàn nhà vua cử đến Rome để thu thập ý kiến của giới đại học. Edward Foxe phối hợp những nỗ lực nghiên cứu để phái đoàn kiến tạo hai văn kiện Collectanea Statis Copiosa và The Determinations, những luận cứ thần học và lịch sử hỗ trợ cho lập trường nhà vua được hành xử quyền tối thượng trong lãnh thổ của mình.
Lần đầu tiên Cranmer tiếp xúc với một nhà cải cách trong lục địa là khi ông gặp Simon Grynaeus, một nhà nhân văn ở Basel, Thụy Sĩ, là người ủng hộ những nhà lãnh đạo công cuộc cải cách ở Thụy Sĩ, Huldrych Zwingli và Johannes Oecolampadius. Mùa hè năm 1531, Grynaeus đến thăm nước Anh và trở nên cầu nối giữa nhà vua với những nhà cải cách trong lục địa, kết bạn với Cranmer và sau khi trở về Basel, ông viết thư giới thiệu với nhà cải cách người Đức Martin Bucer ở Strasbourg. Qua Grynaeus mà Cranmer tạo lập mối quan hệ với Strasbourg và những nhà cải cách Thụy Sĩ.
Tháng 1 năm 1532, Cranmer được cử làm đại sứ tại triều đình Hoàng đế Thánh chế La Mã, Charles V. Trên đường theo hoàng đế đến Ratisbon, Cranmer lần đầu tiên tận mắt chứng kiến những kết quả của cuộc cải cách tại thành phố Nuremberg theo Luther. Khi nghị viện của Đế quốc dời đến Nuremberg trong mùa hè, ông có cơ hội gặp nhà thiết kế cuộc cải cách tại Nuremberg, Andreas Osiander. Họ trở nên bạn thân, và trong tháng 7 năm ấy, Cranmer kết hôn với Margarete, cháu gái của vợ Osiander. Điều này có nghĩa là Cranmer phải từ bỏ lời thề sống độc thân của linh mục. Ông không xem Margarete là người tình theo như cách nhiều linh mục thời ấy vẫn thường làm hầu tránh vi phạm lời thề sống độc thân. Các học giả nhận thấy đến thời điểm ấy, Cranmer bắt đầu chấp nhận, trong chừng mực, những nguyên tắc của Luther.

## Tổng Giám mục Canterbury (1532 – 1534)

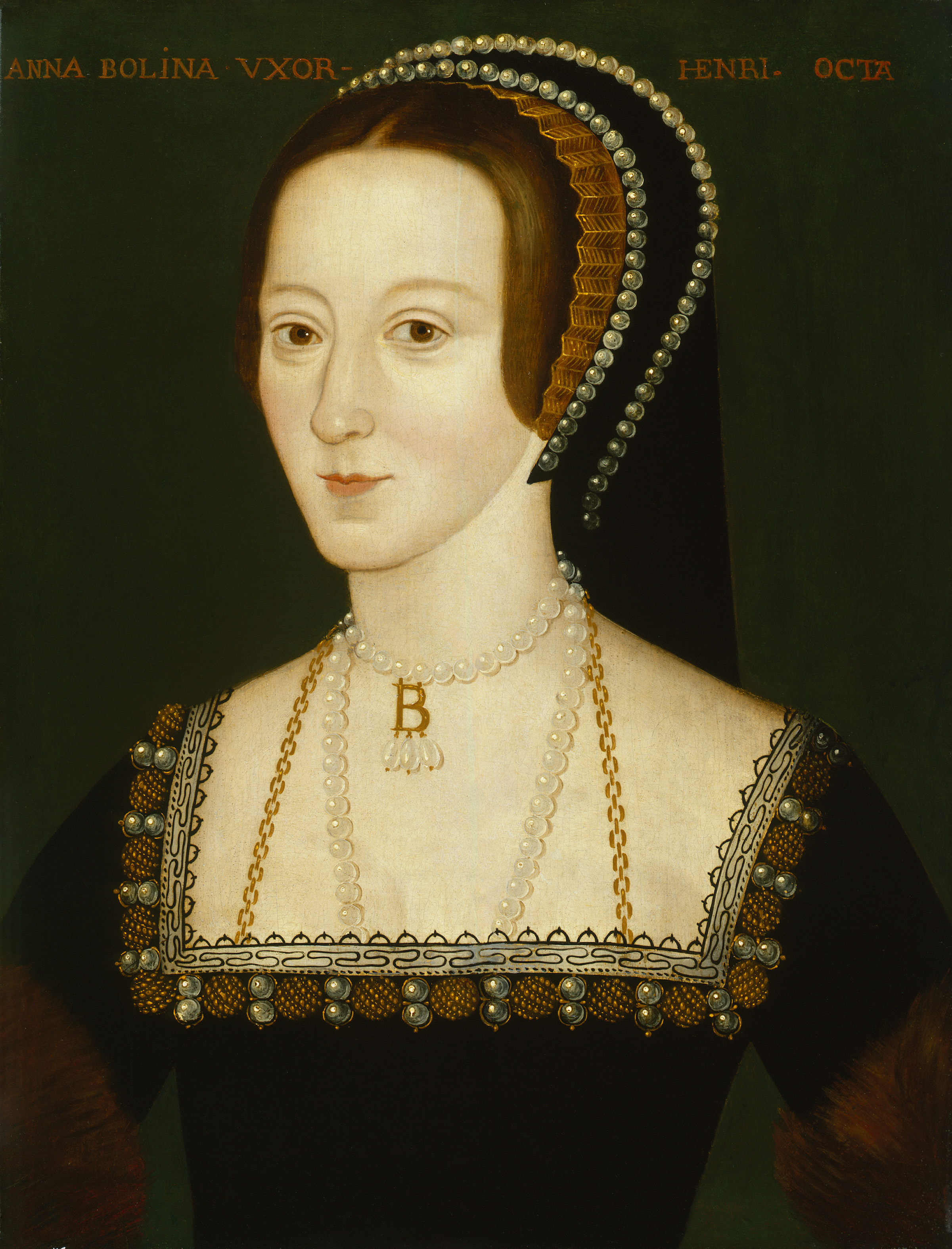
Anne Boleyn

Tháng 1 năm 1532 khi đang ở Ý, Cranmer nhận tin ông được bổ nhiệm làm Tổng Giám mục Canterbury, kế nhiệm William Warham. Ông được lệnh quay về nước Anh. Gia đình Anne Boleyn vận động Henry, lúc ấy đang theo đuổi Anne, bổ nhiệm Cranmer vào chức vụ này. Tin lan truyền khắp Luân Đôn khiến nhiều người ngạc nhiên bởi vì cho đến lúc ấy Cranmer ở những vị trí không quan trọng trong Giáo hội. Ngày 19 tháng 11, Cranmer rời Mantua và đến Anh vào đầu tháng 1. Chỉ dụ của Giáo hoàng, văn kiện cần thiết để được bổ nhiệm, đến Anh ngày 26 tháng 3 năm 1533, lễ tấn phong tổng Giám mục cử hành ngày 30 tháng 3 tại Nhà nguyện St Stephen. Trong khi chờ đợi chỉ dụ, Cranmer tiến hành thủ tục hủy hôn bởi vì Anne cho biết mà đã mang thai. Ngày 24 hoặc 25 tháng 1 năm 1533, Henry bí mật kết hôn với Anne trước sự chứng kiến của một ít nhân chứng. Cranmer không biết gì về sự kiện này cho đến hai tuần sau.
Trong những tháng kế tiếp, Cranmer làm việc với nhà vua để thiết lập trình tự pháp lý sao cho vấn đề hủy hôn được xét xử bởi đa số chức sắc cao cấp của giáo hội. Ngày 23 tháng 5, Cranmer mở phiên tòa mời Henry và Catherine đến dự. Gardiner đại diện cho nhà vua; Catherine không đến cũng không cử đại diện. Ngày 23 tháng 5, Cranmer công bố phán quyết hôn nhân giữa Henry và Catherine là nghịch với luật pháp của Chúa. Ngày 28 tháng 5, Cranmer tuyên bố hôn nhân giữa Henry với Anne là hợp pháp. Ngày 1 tháng 6, Cranmer trao vương miện và vương trượng cho Anne. Dù tỏ ra phẫn nộ, Giáo hoàng Clement VII đã không có hành động gì do áp lực của những vương triều khác muốn tránh xảy ra một cuộc ly giáo tại nước Anh. Tuy nhiên, đến ngày 9 tháng 7, Giáo hoàng tạm thời dứt phép thông công Henry và các cố vấn (trong đó có Cranmer) nếu đến cuối tháng 9 Henry không từ bỏ Anne. Henry vẫn công nhận Anne là vợ. Ngày 7 tháng 9, Anne hạ sinh Elizabeth, Cranmer làm lễ rửa tội và nhận làm cha đỡ đầu cho công chúa.
Khó có thể nhận định chính xác về những diễn biến trong quan điểm thần học của Cranmer kể từ khi ông còn ở Cambridge. Rõ ràng là ông vẫn ủng hộ chủ nghĩa nhân văn, và duy trì khoản tiền trợ cấp dành cho Erasmus bắt đầu từ thời Tổng Giám mục Warham. Tháng 6 năm 1533, Cranmer phải thi hành một nhiệm vụ khó khăn: không chỉ kỷ luật mà còn phải chứng kiến vụ hỏa thiêu một nhà cải cách, John Frith, bị kết án tử hình vì bác bỏ quan điểm về bánh và rượu thực sự trở thành thân và huyết của Chúa trong bí tích thánh thể. Cranmer cố thuyết phục Frith thay đổi quan điểm nhưng thất bại. Mặc dù phản bác lập trường cấp tiến của Frith, từ năm 1534 có dấu hiệu Cranmer xa rời Rô-ma và thiết lập một hệ thống thần học mới. Ông ủng hộ lý tưởng cải cách bằng cách dần dà thay thế những thành phần cựu trào tại các giáo phận bằng những người có tư tưởng cải cách như Hugh Latimer. Ông tham dự vào các cuộc tranh luận, ủng hộ những nhà cải cách và làm nản lòng những người muốn duy trì quan hệ với Rô-ma.

## Sự can thiệp của Cromwell (1535 – 1538)
Lúc đầu, các Giám mục không chịu chấp nhận Cranmer. Khi đến thăm các giáo phận, ông buộc phải tránh những nơi có Giám mục muốn thách thức thẩm quyền của ông. Trong năm 1535, Cranmer gặp khó khăn với một số Giám mục, trong đó có John Stokesley, John Longland, và Stephen Gardiner. Họ phản đối quyền lực và danh hiệu của Cranmer với lập luận Đạo luật Quyền Tối thượng không xác định vai trò của ông. Điều này thúc đẩy Thomas Cromwell, thủ tướng của nhà vua, phải hành động. Ông đảm nhận vị trí số hai trong giáo hội, chỉ sau nhà vua. Cromwell ban hành một bộ qui chế xác lập rạch ròi cấu trúc của quyền tối thượng dành cho nhà vua. Trong việc điều hành giáo hội, tổng Giám mục bị Cromwell chi phối. Tuy vậy, không có dấu hiệu bất bình nào từ Cranmer. Dù là một học giả xuất chúng, Cranmer không có đủ bản lĩnh để đối đầu với những kẻ chống đối mà không hề nao núng. Công việc này nên dành cho Cromwell.

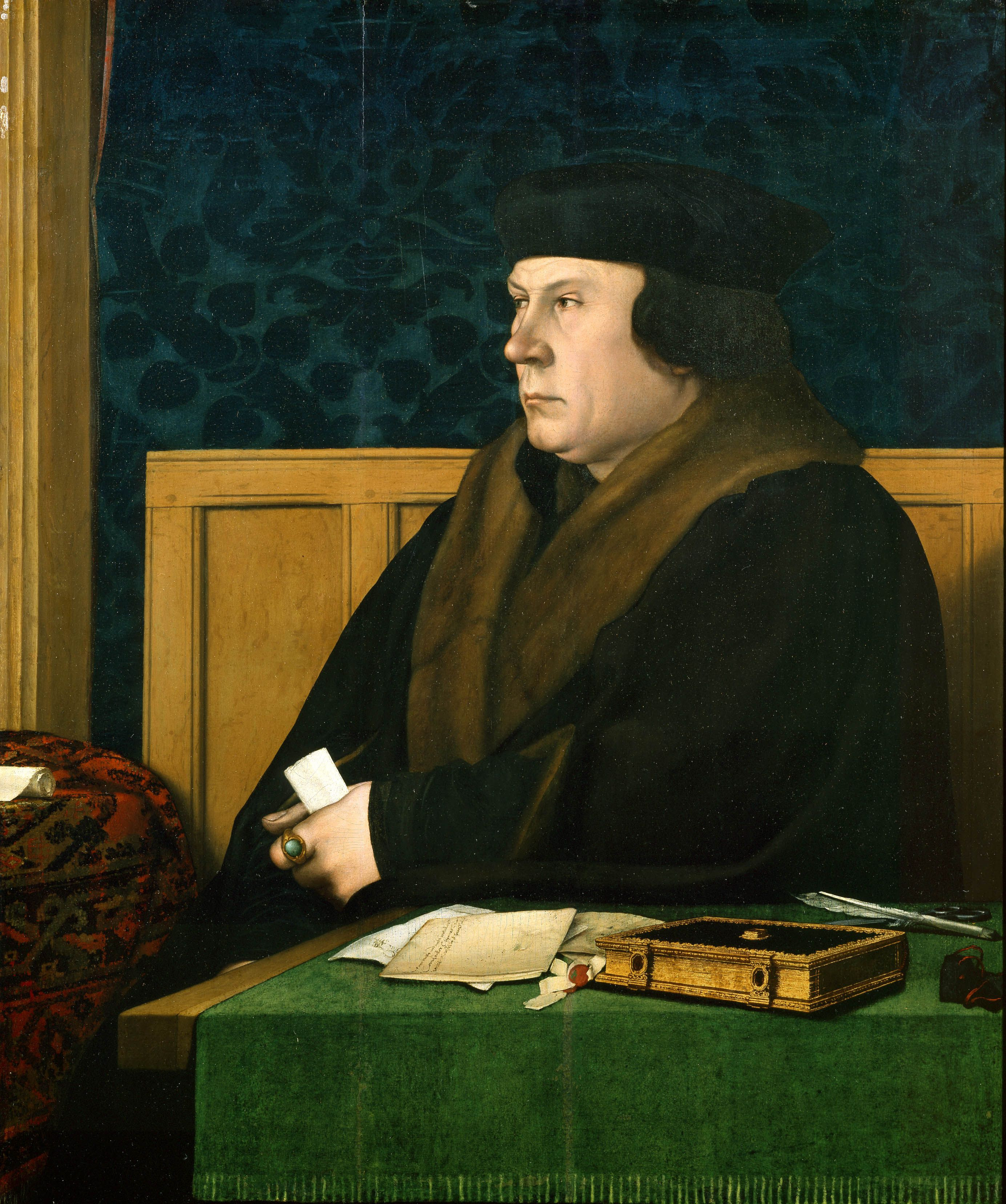
Thomas Cromwell

Ngày 29 tháng 1 năm 1536, khi Anne sẩy thai một con trai, nhà vua suy nghĩ lại về sự cấm đoán theo Kinh Thánh đã ám ảnh ông suốt trong cuộc hôn nhân với Catherine Aragon. Ông bắt đầu quan tâm đến Jane Seymour. Ngày 24 tháng 4, ông ra lệnh Cromwell chuẩn bị hồ sơ ly hôn. Cranmer không biết gì về kế hoạch này. Ngày 2 tháng 5, Anne bị bắt giam tại Tháp Luân Đôn, Cromwell triệu khẩn cấp Cranmer. Ngay hôm sau, Cranmer viết thư gởi nhà vua bày tỏ sự hoài nghi của ông về những cáo buộc đối với Anne. Khi lá thư được gởi đi, Cranmer nhận ra rằng sự kết thúc của cuộc hôn nhân là điều không thể tránh khỏi. Ngày 16 tháng 5, ông đến Tháp Luân Đôn thăm Anne và nghe cô xưng tội, hôm sau ông tuyên bố cuộc hôn nhân bị hủy bỏ. Hai ngày sau, Anne bị hành quyết.
Cromwell điều chỉnh tiến trình cải cách theo ý nhà vua. Bản tuyên tín '"Mười Tín điều" ra đời thể hiện thế cân bằng giữa quan điểm bảo thủ và cải cách, là nỗ lực đầu tiên định hình niềm tin của giáo hội dưới triều Henry. Bản tuyên tín có hai phần. Năm tín điều đầu thể hiện quan điểm cải cách bằng cách nhìn nhận hai trong số bảy thánh lễ từng có: Báp têm, Tiệc Thánh, và Ăn năn. Năm tín điều sau phản ánh lập trường nhóm bảo thủ liên quan đến ảnh tượng, các thánh, nghi lễ, và ngục luyện tội. Sự tranh chấp giữa hai nhóm bảo thủ và cải cách thể hiện trong việc chỉnh sửa văn kiện giữa Cranmer và Cuthbert Tunstall, Giám mục Durham. Văn kiện sau cùng vừa làm hài lòng vừa gây bất bình cho cả hai phía. Ngày 11 tháng 7, Cranmer, Cromwell, cùng đại hội đồng chức sắc, ký vào bản tuyên tín.
Mùa thu năm 1536, miền Bắc nước Anh oằn mình dưới một loạt những cuộc nổi dậy tập thể gọi là Pilgrimage of Grace, sự đối kháng nghiêm trọng nhất đối với những chính sách của Henry. Cromwell và Cranmer là mục tiêu chính của những người chống đối. Cromwell và nhà vua đứng ra dập tắt cuộc nổi dậy, trong khi Cranmer lui về phía sau. Sau sự kiện này, triều Henry trở nên vững chãi, chính phủ khởi sự điều chỉnh những điều bất cập trong bản "Mười Tín điều". Kết quả của những tháng tranh luận là The Institution of a Christian Man, được biết đến nhiều hơn như là ấn bản đầu tiên của Sách các Giám mục. Trong tháng 2 năm 1537, cuốn sách được trình trước hội đồng do Cromwell triệu tập và khai mạc, kế đó Cranmer cùng Foxe chủ tọa và điều phối hội đồng. Foxe thực hiện phần lớn khâu biên tập sau cùng, cuốn sách được xuất bản vào cuối tháng 9.
Tuy nhiên, vai trò của cuốn sách là không rõ ràng bởi vì không có được sự ủng hộ hoàn toàn từ nhà vua. Mối bận tâm chính của Henry là tình trạng thai nghén của Jane Seymour và sự ra đời người kế vị mà ông đã mong đợi từ lâu. Từ trần chỉ một thời gian ngắn sau khi hạ sinh Edward, Jane được an táng ngày 12 tháng 11. Trong tháng ấy, nhà vua mới bắt đầu đọc Sách của các Giám mục, rồi gởi những chỉnh sửa đến Cranmer, Sampson, và những người khác để thu thập ý kiến. Cranmer góp ý nhiều hơn, cũng như có nhiều bất đồng hơn với nhà vua so với các đồng nghiệp của ông. Dù còn khá mơ hồ, thí dụ như ủng hộ thần học cải cách trong các vấn đề như xưng nghĩa bởi đức tin hoặc sola fide (duy đức tin), và giáo thuyết tiền định, những trình bày của Cranmer không thuyết phục được Henry. Bản tuyên tín bị dời lại cho đến năm 1543 với việc xuất bản Sách của Nhà vua.
Năm 1538, Henry và Cromwell sắp xếp mời các vương hầu Lutheran đến thảo luận về việc thành lập một liên minh tôn giáo và chính trị. Trước đó, từ mùa hè năm 1537, nhà vua đã tìm kiếm một sứ thần mới từ Liên minh Schmalkaldic. Những người Lutheran quan tâm đến lời mời cử một phái đoàn hỗn hợp với đại biểu đến từ những thành phố khác nhau ở Đức, trong đó có Friedrich Myconius, một đồng sự của Martin Luther. Ngày 27 tháng 5 năm 1538, phái đoàn đến Anh. Sau vài lần hội kiến với nhà vua, tại Điện Lambeth, phái đoàn thảo luận với Cromwell và Cranmer về những dị biệt từ hai phía. Không có sự tiến bộ rõ rệt, một phần do Cromwell quá bận tâm đến nỗ lực đẩy mạnh tiến trình, phần khác do phía người Anh với chủ trương quân bình giữa lập trường bảo thủ và cấp tiến. Cuộc đối thoại kéo lê qua mùa hè, người Đức tỏ ra mỏi mệt bất kể những cố gắng của Tổng Giám mục. Nhưng khi nhà vua bổ nhiệm Cuthbert Tunstall, một đối thủ của Cranmer, thay thế vị trí của Edward Foxe qua đời hồi đầu năm, cuộc đối thoại trở nên bế tắc. Khi phái đoàn Đức gởi bức thư ngày 5 tháng 8 đến Henry đề cập đến những vấn đề họ đặc biệt quan tâm (bắt buộc các chức sắc sống độc thân, không cho phép tín đồ uống chén trong lễ Tiệc Thánh, và tiếp tục cử hành lễ misa cho người chết), Tunstall nắm bắt cơ hội để can thiệp với nhà vua và tác động đến quyết định. Hậu quả là nhà vua hoàn toàn bác bỏ nhiều kiến nghị của phái đoàn Đức. Dù Cranmer cố nài nỉ những người Đức ở lại với lập luận "xin hãy quan tâm đến nhiều ngàn linh hồn ở Anh" đang lúc nguy khốn, ngày 1 tháng 10, phái đoàn Đức rời nước Anh.

## Đảo ngược tiến trình cải cách (1539 – 1540)

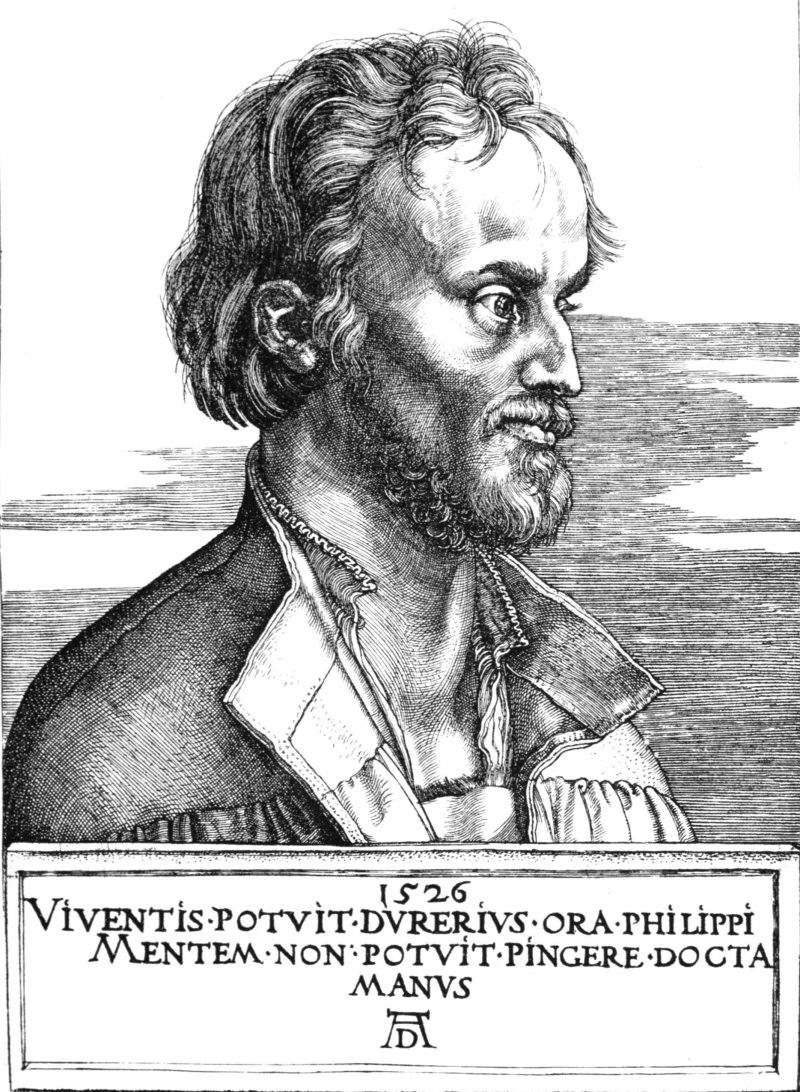
Philipp Melanchthon, năm 1526

Nhận thấy Henry ngưỡng mộ mình, đầu năm 1539 nhà cải cách người Đức Philipp Melanchthon viết thư cho Henry phê phán nhà vua về quan điểm bắt buộc các chức sắc sống độc thân. Cuối tháng 4, Melanchthon khuyến khích các vương hầu Đức đến thăm nước Anh. Cromwell viết thư cho Henry ủng hộ chuyến viếng thăm, nhưng nhà vua đã thay đổi lập trường, khởi sự tìm kiếm sự ủng hộ của những người bảo thủ ở Anh hơn là liên kết với những người Lutheran. Ngày 28 tháng 4, Quốc hội họp phiên đầu tiên trong ba năm. Cranmer đến dự họp nhưng Cromwell vắng mặt vì lý do sức khỏe. Ngày 5 tháng 5, Viện Quý tộc thành lập ủy ban xem xét các vấn đề thần học với sự cân đối giữa hai thành phần bảo thủ và cải cách. Do các thành viên ủy ban không thể đồng ý với nhau về bất cứ điều gì, ngày 16 tháng 6, Công tước Norfolk trình sáu vấn đề thần học trước Viện Quý tộc – dần dà giúp hình thành nền tảng cho bản Sáu Tín điều. Những nhà quý tộc ủng hộ các quan điểm thần học bảo thủ như bánh và rượu trong bí tích thánh thể thực sự trở thành thân và huyết Chúa, bắt buộc các giáo sĩ sống độc thân, và sự xưng tội với linh mục. Khi Đạo luật Sáu Tín điều sắp được Quốc hội thông qua, Cranmer đưa vợ và các con ra khỏi nước Anh để đến một nơi an toàn. Trước đó họ đã được bí mật đem đến một địa điểm ở Kent, có lẽ là Lâu đài Ford. Cuối tháng 6, Quốc hội thông qua đạo luật, đồng thời buộc Latimer và Nicholas Shaxton từ nhiệm vì hai Giám mục này công khai chống đối đạo luật.
Dù vậy, xu thế đảo ngược tiến trình cải cách khá là đoản mệnh. Đến tháng 9, Henry tỏ ra không hài lòng với kết quả của Đạo luật và với những người ủng hộ nó. Hai cận thần trung thành với nhà vua, Cranmer và Cromwell, được phục hồi. Nhà vua yêu cầu tổng Giám mục viết phần dẫn nhập cho bản dịch Kinh Thánh Great Bible xuất bản năm 1539 dưới sự hướng dẫn của Cromwell. Về phần mình, Cromwell mừng vì được nhà vua chấp thuận kế hoạch của ông để kết hôn với Anne xứ Cleves, em gái của một vương hầu người Đức. Theo Cromwell, cuộc hôn nhân này sẽ giúp tái lập sự liên kết với Liên minh Schmalkaldic. Tuy nhiên, ngay trong lần gặp gỡ đầu tiên ngày 1 tháng 1 năm 1540, Henry thất vọng về Anne. Trong hôn lễ do Cranmer cử hành ngày 6 tháng 1, Henry chỉ là một chú rể bất đắc dĩ. Những diễn biến tiếp theo là một thảm họa khi Henry mau chóng yêu cầu ly hôn. Cromwell là người hứng chịu hậu quả, ngày 10 tháng 6 ông bị bắt giữ. Ngay lập tức, mọi người quay lưng lại với ông. Như đã từng hành xử trong trường hợp của Anne Boleyn, Cranmer gởi thư cho nhà vua bảo vệ những gì Cromwell đã làm. Ngày 9 tháng 7, cuộc hôn nhân giữa Henry và Anne bị hủy bỏ theo quyết nghị của hội đồng giáo hội dưới sự hướng dẫn của Cranmer và Gardiner.
Ngày 28 tháng 7, Cromwell bị xử tử. Nay Cranmer thấy mình ở vào vị trí đơn độc trên chính trường. Trong những năm còn lại dưới triều Henry, Cranmer phụ thuộc vào quyền uy của nhà vua. Henry hoàn toàn tin tưởng Cranmer. Cuối tháng 6 năm 1541, Henry cùng vợ mới cưới, Catherine Howard, rời Luân Đôn cho chuyến viếng thăm lần đầu tiên đến phía bắc nước Anh. Cranmer cùng các đồng sự trong hội đồng, quan chưởng ấn Thomas Audley và Bá tước Herford Edward Seymour chấp chính khi nhà vua vắng mặt. Đây là nhiệm vụ chính trị đầu tiên Cranmer thực thi ngoài những chức trách trong giáo hội. Trong tháng 9, trong khi nhà vua và hoàng hậu đang ở xa, John Lascelles báo cho Cranmer biết Catherine có quan hệ bất chính. Cranmer bàn với Audley và Seymour, họ quyết định chờ đến khi Henry trở về. Vì e sợ cơn thịnh nộ của nhà vua, Audley và Seymour đề nghị Cranmer sẽ là người báo tin. Cranmer chuyền cho Henry một lời nhắn trong khi đang dự lễ misa vào ngày lễ các thánh. Một cuộc điều tra cho thấy lời cáo buộc là sự thật, Catherine bị hành hình trong tháng 2 năm 1542.

## Hậu thuẫn của nhà vua (1543 – 1547)

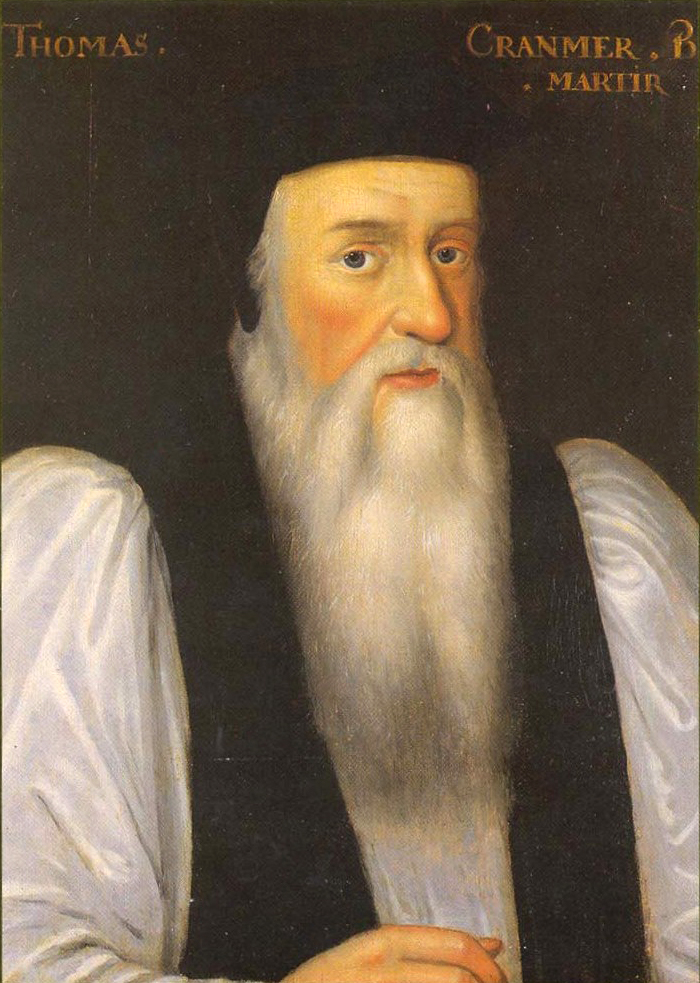
Thomas Cranmer, sau khi Henry VIII băng hà

Năm 1543, một số chức sắc ở Kent liên kết với nhau công kích và phản bác hai nhà cải cách Richar Turner và John Bland trước Hội đồng Cơ mật. Họ chuẩn bị các văn kiện để trình cho Hội đồng, đến phút cuối có thêm Germain Gardiner, cháu của Stephen Gardiner, gia nhập. Những văn kiện mới nhắm vào Cranmer, liệt kê những sai trái của ông từ năm 1541. Hầu như chắc chắn ngay trong đêm đó nhà vua đã đọc văn kiện này. Tuy nhiên, tổng Giám mục tỏ ra không quan tâm đến việc ông đang bị công kích. Các đặc phái viên của ông ở Lambeth xem xét vụ việc Turner, tuyên bố ông vô tội, điều này khiến những người bảo thủ tức giận.
Trong khi âm mưu chống lại Cranmer đang tiếp diễn, những nhà cải cách khác cũng bị tấn công. Ngày 20 tháng 4, Hội nghị được triệu tập nhằm hiệu đính Sách của các Giám mục. Cranmer chủ tọa các tiểu ban, nhóm bảo thủ không thể hủy bỏ những giáo huấn cải cách, trong đó có giáo lý xưng công chính bởi đức tin. Ngày 5 tháng 5, một phiên bản mới gọi là A Necessary Doctrine and Erudition for any Christian Man, còn gọi là Sách của Nhà vua được ấn hành. Về thần học, phiên bản này bảo thủ hơn Sách của các Giám mục. Ngày 10 tháng 5, Quốc hội thông qua Đạo luật Act for Advancement of True Religion hủy bỏ "các sách sai trái" cũng như chỉ hạn chế việc đọc Kinh Thánh bằng tiếng Anh cho những người thuộc giới quý tộc. Từ tháng 5 đến tháng 8, những người cải cách bị tra xét, bị buộc phải thay đổi quan điểm, hoặc bị cầm tù.
Trong suốt 5 tháng, Henry không làm gì để cáo buộc Cranmer, cuối cùng nhà vua lại tỏ cho Cranmer biết âm mưu chống lại ông. Theo thư ký của Cranmer, Ralph Morice, vào một thời điểm trong tháng 9 năm 1543, nhà vua cho Cranmer xem một văn kiện tóm tắt tất những cáo buộc chống ông. Một cuộc điều tra được tiến hành với Cranmer được bổ nhiệm vào vị trí lãnh đạo. Những cuộc khám xét bất ngờ, chứng cứ được thu thập, và những người chủ mưu bị nhận diện. Lúc đầu, Cranmer khiến các chức sắc dính líu đến âm mưu bị hạ nhục, nhưng dần dà ông tha thứ cho họ và cho phép họ tiếp tục chức trách. Henry trao cho Cranmer chiếc nhẫn của ông nhằm bày tỏ sự tin tưởng dành cho Cranmer. Khi Hội đồng Cơ mật ra lệnh bắt giữ Cranmer vào cuối tháng 11, những nhà quý tộc đã lúng túng khi nhận ra chiếc nhẫn của nhà vua. Chiến thắng của Cranmer được đánh dấu bởi sự cầm tù hai thủ lĩnh hạng hai và Germain Gardiner bị xử tử.
Trong hoàn cảnh thuận lợi, Cranmer lặng lẽ tiến hành công cuộc cải cách, nhất là trong lĩnh vực giáo nghi. Ngày 27 tháng 5 năm 1544, Exhortation and Litany, bản giáo nghi chính thức được soạn bằng ngôn ngữ bản địa được ấn hành, vẫn còn được lưu giữ như là một phần trong Sách Cầu nguyện chung cho đến ngày nay. Thêm những người chủ trương cải cách đắc cử vào Viện Thứ dân, và có thêm những đạo luật mới nhằm giảm thiểu ảnh hưởng của Đạo luật Sáu Tín điều và Đạo luật Act for the Advancement of True Religion.
Năm 1546, một liên minh bảo thủ trong đó có Gardiner, Công tước Norfolk, Quan Chưởng ấn Wriothesley, và Giám mục Luân Đôn, Edmund Bonner, thách thức những nhóm cải cách. Vài nhà cải cách có quan hệ với Cranmer trở thành mục tiêu của họ. Vài người như Lascelles bị đưa lên giàn hỏa thiêu. Tuy nhiên, khi những nhà quý tộc đầy thế lực Edward Seymour và John Dudley từ nước ngoài trở về Anh, họ đã đảo ngược tình thế. Hai biến cố xảy ra trong mùa thu đã tạo thế cân bằng: Gardiner bị thất sủng khi từ chối chuyển sang giáo phận khác, và con trai của Công tước Norfolk bị xử tử vì tội phản quốc. Không có chứng cứ nào cho thấy Cranmer dính líu đến những trò chơi chính trị như thế, cũng không có thêm âm mưu nào khi sức khỏe nhà vua suy yếu trong những tháng cuối cùng của mình. Ngày 28 tháng 1 năm 1547 Cranmer thi hành nghĩa vụ cuối cùng đối với nhà vua khi ông đọc lời tuyên xưng đức tin theo khuynh hướng cải cách trong khi ông nắm tay Henry thay vì cử hành bí tích xức dầu thánh cho người sắp lâm chung. Cranmer than khóc Henry, người ta nói rằng ông để râu dài để bày tỏ lòng thương tiếc. Ngày 31 tháng 1, Cranmer ở trong số những nhân vật thi hành di chúc của nhà vua khi đề cử Edward Seymour vào chức vụ Lord Protector, và chào đón vị vua còn niên thiếu, Edward VI.

## Những nhà thần học nước ngoài và nền thần học cải cách (1547 – 1549)

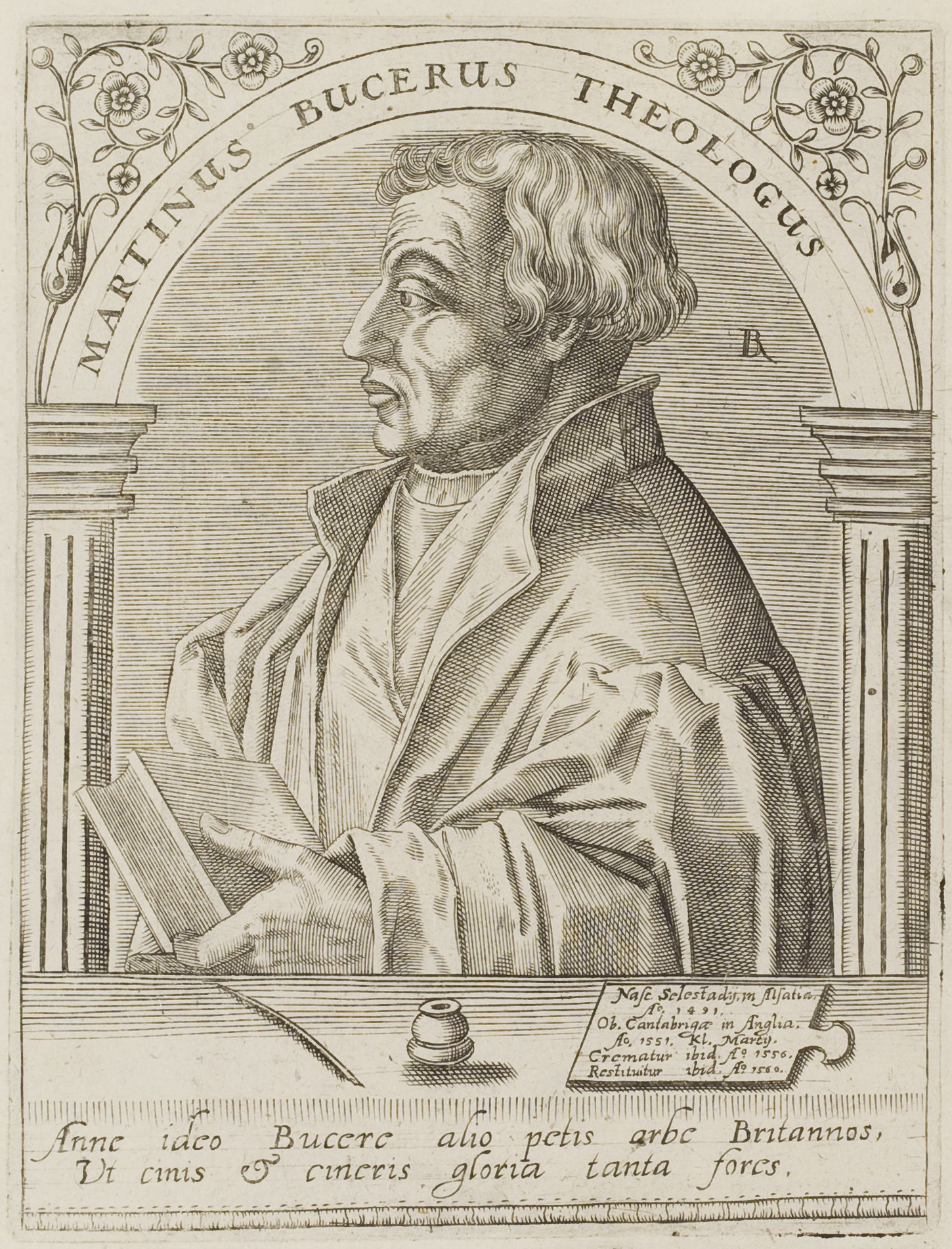
Martin Bucer

Dưới quyền nhiếp chính của Seymour, những nhà cải cách bắt đầu được công nhận. Nhà vua đến thăm các giáo hạt, tại mỗi giáo sở được nhà vua đến thăm đều được tặng một quyển Homilies có mười hai bài thuyết giáo, trong đó có bốn bài của Cranmer. Ông khẳng định giáo lý xưng công chính bởi đức tin, khiến Gardiner phản ứng mạnh mẽ. Trong "Bài Giảng luận về Việc lành chỉ thêm vào cho Đức tin", Cranmer đả kích chủ nghĩa tu trì cũng như việc quá chú trọng đến tập quán tụng kinh và nghi lễ. Như thế, ông giới hạn số lượng những công đức được xem là cần thiết đồng thời nhấn mạnh tính ưu việt của đức tin. Các giáo sở cũng được yêu cầu hủy bỏ các loại ảnh tượng có thể khiến người ta sùng bái.
Quan điểm của Cranmer về Tiệc Thánh, đã rời xa khỏi thần học Công giáo, nhận được sự ủng hộ từ những nhà cải cách trong lục địa. Cranmer giữ liên lạc với Martin Bucer kể từ khi mối quan hệ giữa hai người được hình thành cùng lúc với Liên minh Schmalkaldic, được thắt chặt hơn nữa sau khi Charles V đánh bại Liên minh trong trận Mühlberg, và Anh trở thành quốc gia duy nhất có thể dành chỗ lánh nạn cho những nhà cải cách bị bách hại. Cranmer viết một bức thư cho Bucer về các vấn đề liên quan đến thần học Tiệc Thánh. Trong thư đề ngày 28 tháng 11 năm 1547, Bucer bác bỏ thuyết biến thể cũng như sự sùng kính dành cho bánh và rượu trong bí tích thánh thể. Peter Martyr và Bernadino, hai nhà cải cách người Ý đến tị nạn tại Anh, mang bức thư đến cho Cranmer.
Tháng 3 năm 1549, Strasbourg buộc Martin Bucer và Paul Fagius đi khỏi thành phố. Cranmer liền mời hai nhà cải cách đến Anh, và khi họ đến Anh ngày 25 tháng 4, Cranmer đặc biệt vui mừng khi gặp Bucer mặt đối mặt sau mười tám năm trao đổi thư từ. Ông cần những học giả đến đào tạo một thế hệ mới các chức sắc cũng như hỗ trợ công cuộc cải cách trong lĩnh vực thần học và giáo nghi. Nhà cải cách người Ba Lan, Jan Łaski cũng đến Anh theo lời mời của Cranmer, nhưng ông không thể thuyết phục Osiander và Melanchthon đến Anh.

## Sách Cầu nguyện chung (1548 – 1549)

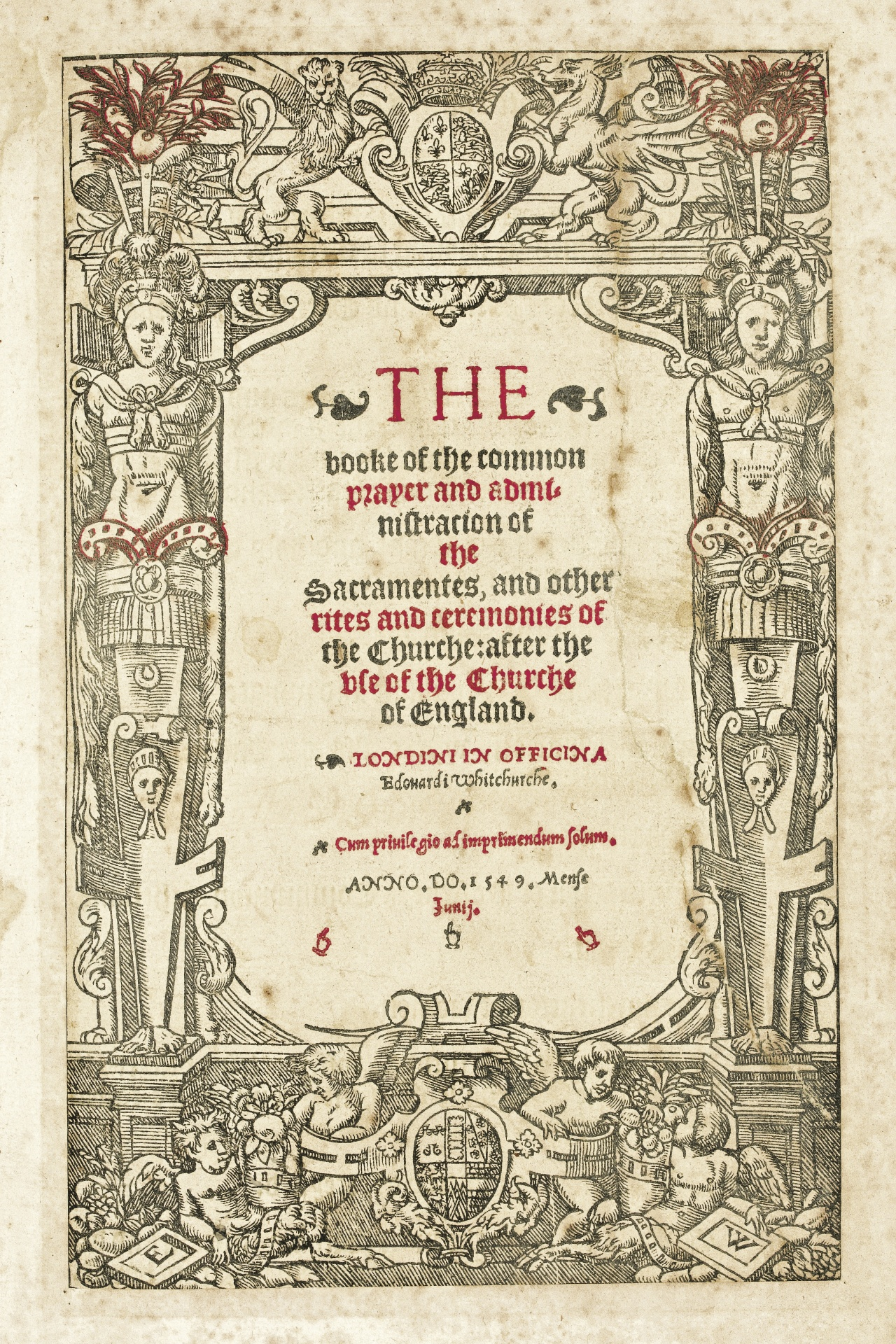
Sách Cầu nguyện chung, ấn bản năm 1549

Khi việc sử dụng tiếng Anh trong lễ thờ phượng lan tỏa rộng khắp, nhu cầu hoàn tất bản giáo nghi thống nhất cho Giáo hội trở nên cấp bách. Những buổi gặp mặt đầu tiên để bàn về quyển giáo nghi diễn ra ở tu viện Chertsey và Lâu đài Windsor trong tháng 9 năm 1548. Thành phần tham dự được cân bằng giữa hai nhóm bảo thủ và cải cách. Một cuộc tranh luận về Tiệc Thánh diễn ra từ ngày 14 đến 19 tháng 12 tại Viện Quý tộc. Tại đây, Cranmer công khai từ bỏ quan điểm cũ và cho rằng sự hiện diện của Chúa trong thánh lễ chỉ có tính tâm linh (bánh và rượu không thực sự biến thành thịt và huyết Chúa). Sau Giáng sinh, Quốc hội thông Đạo luật Uniformity 1549 cho phép ấn hành Sách Cầu nguyện, rồi hợp pháp hóa quyền kết hôn của các chức sắc.
Khó có thể xác định phần đóng góp cho Sách Cầu nguyện chung do chính Cranmer biên soạn lớn đến mức nào. Nhiều thế hệ những học giả về giáo nghi tìm thấy những nguồn Cranmer đã sử dụng như Giáo nghi Sarum do Hermann von Wied viết cùng vài nguồn giáo nghi Lutheran của Osiander và Justus Jonas. Cũng không thể chắc chắn về những ai đã trợ giúp Cranmer, song Cranmer được công nhận là người biên tập toàn bộ Sách Cầu nguyện chung.
Ngày 9 tháng 6 năm 1549 có lệnh bắt buộc sử dụng Sách Cầu nguyện chung, bùng nổ một loạt các cuộc phản kháng ở Devon và Cornwall, gọi là "Cuộc nổi loạn Sách Cầu nguyện chung". Đầu tháng 6, cuộc nổi dậy lan rộng đến những vùng khác ở miền đông nước Anh. Phe nổi dậy đưa ra một số yêu sách trong đó có việc phục hồi bản tuyên tín Sáu Tín điều, sử dụng tiếng Latin cho lễ misa, tín đồ chỉ nhận bánh, phục hồi việc cầu nguyện cho những linh hồn đang ở ngục luyện tội, và tái thiết các tu viện. Cranmer viết cho nhà vua phản bác những yêu sách ấy và lên án cuộc nổi dậy.

## Củng cố (1549 1551)
Cuộc nổi dậy và những biến động khác đã tác động tiêu cực đến vị thế của Seymour và gây ra sự phân hóa bên trong Hội đồng Cơ mật, những ủy viên bất mãn kết hợp với nhau để hậu thuẫn John Dudley nhằm lật đổ Seymour. Lúc đầu Cranmer cùng hai ủy viên khác của Hội đồng, William Paget và Thomas Smith, ủng hộ Seymour. Nhưng sau một loạt những trao đổi giữa hai bên, một cuộc đảo chính không đổ máu diễn ra trong ngày 13 tháng 10 năm 1549 đã chấm dứt quyền nhiếp chính của Seymour. Mặc dù các chính trị gia có quan điểm tôn giáo bảo thủ ủng hộ cuộc đảo chính của Dudley, những người cải cách giành được quyền kiểm soát và tiếp tục củng cố những thành quả của cuộc Cải cách Anh. Sau khi bị giam giữ một thời gian ngắn tại Tháp Luân Đôn, Seymour được trả tự do và trở lại Hội đồng. Tổng Giám mục đưa tuyên úy của ông, Nicholas Ridley, về giáo hạt Luân Đôn. Những người bảo thủ dần dần bị thay thế bởi những người cải cách.
Thành quả của sự hợp tác và tư vấn giữa Cranmer và Bucer là Ordinal, nghi lễ phong chức mục sư. Nghi thức này không có trong Sách Cầu nguyện ấn hành năm 1550. Từ bản thảo của Bucer, Cranmer thiết lập nghi thức tấn phong cho ba chức vụ của giáo hội: chấp sự, mục sư, và Giám mục. Trong năm ấy, Cranmer cho ấn hành quyển Defence of the True and Catholic Doctrine of the Sacrament of the Body and Blood of Christ giải thích quan điểm thần học của thánh lễ Tiệc Thánh trong Sách Cầu nguyện. Đây là cuốn sách đầu tiên có ghi tên tác giả Cranmer trên trang bìa.
Trong khi hỗ trợ cho tiến trình phát triển của cuộc Cải cách Anh, Bucer quan ngại về tiến độ của cuộc cải cách. Cả Bucer lẫn Fagius đều nhận thấy sự thay đổi trong nội dung của Sách Cầu nguyện năm 1549 là chưa đủ. Cranmer trấn an Bucer rằng trong hoàn cảnh ấy chẳng thể có sự lựa chọn nào khác, và đó chỉ mới là sự khởi đầu. Đến mùa đông năm 1550, Bucer tỏ ra thất vọng, nhưng Cranmer cứ tiếp tục trấn an và duy trì mối quan hệ mật thiết với Bucer.

## Những nỗ lực cuối cùng (1551 – 1553)

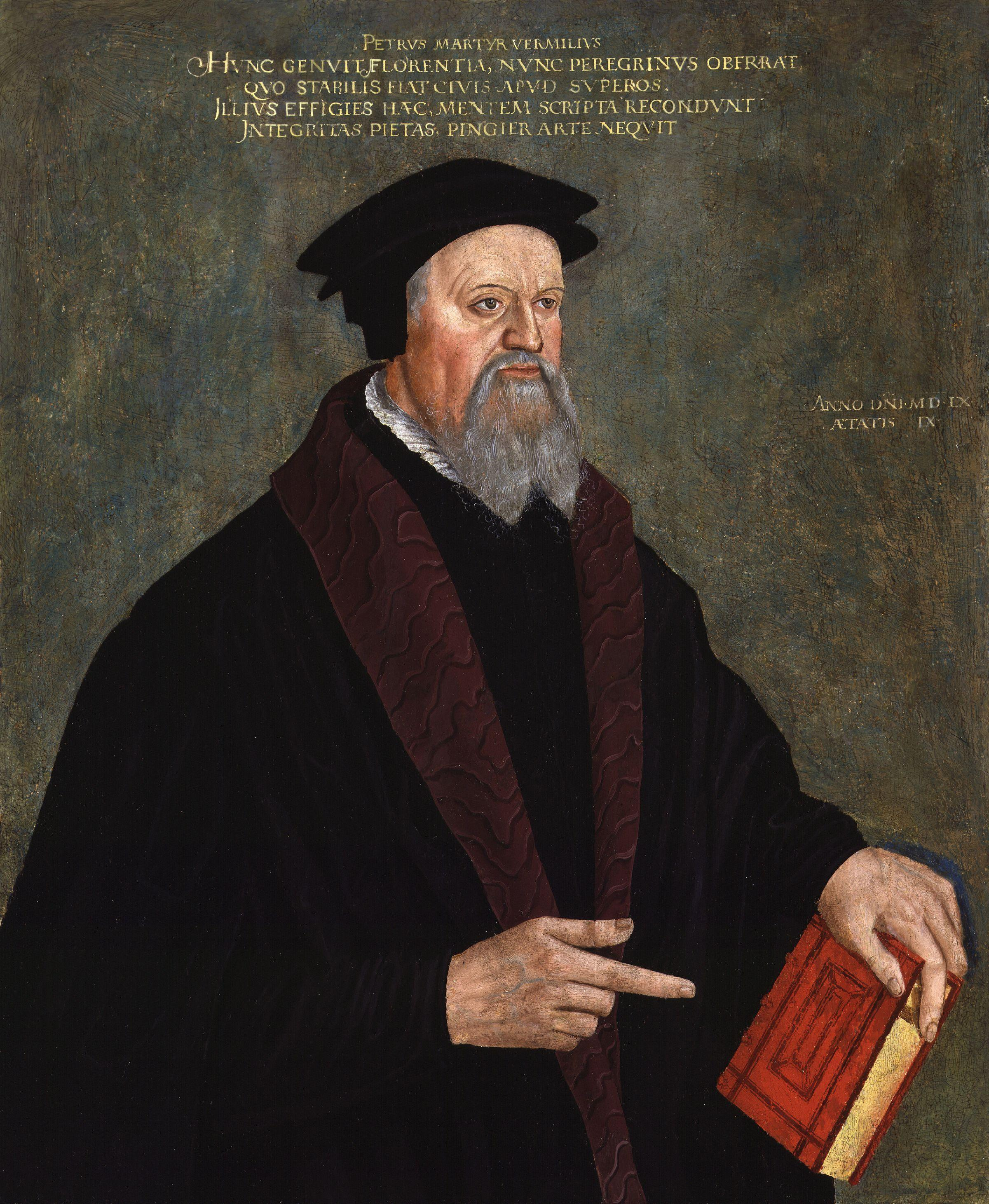
Peter Martyr, năm 1560.

Vị thế của Cranmer trên chính trường bị suy yếu dần kể từ ngày 16 tháng 10 năm 1551 khi Seymour bị cầm tù với cáo buộc phản quốc. Đến tháng 12 Seymour bị đưa ra xét xử, được trắng án phản quốc nhưng bị kết trọng tội và bị xử tử ngày 22 tháng 1 năm 1552. Mối quan hệ giữa Cranmer với Dudley rạn nứt từ đây, rồi đổ vỡ hơn nữa khi quan nhiếp chính tìm cách thâu tóm tài sản của giáo hội làm của riêng. Dù trong giai đoạn nhiễu nhương như thế, Cranmer vẫn triển khai cùng lúc ba đề án chính cho công cuộc cải cách: hiệu đính luật giáo hội, hiệu đính Sách Cầu nguyện chung, và xác lập một bản tuyên tín.
Luật giáo hội theo truyền thống Rô-ma – cấu trúc của giáo hội được hình thành theo luật này – rất cần được chỉnh sửa sau khi Henry tách khỏi Rô-ma. Đã có vài lần hiệu đính dưới triều Henry, nhưng tốc độ cải cách đi nhanh hơn những điều chỉnh pháp lý. Khi cuộc cải cách được xác lập, Cranmer thành lập một ủy ban trong tháng 12 năm 1551, rồi mời Peter Martyr, Laski, và Hooper tham dự. Động thái này chứng tỏ Cranmer không hề nhớ đến ân oán cũ. Cranmer cùng Martyr nhận ra rằng một bộ luật tôn giáo theo khuynh hướng cải cách nếu được thông qua tại Anh sẽ có ảnh hưởng quốc tế. Cranmer lập kế hoạch tập hợp tất cả các giáo hội cải cách tại châu Âu dưới sự lãnh đạo của nước Anh nhằm chống lại Công đồng Trent của Giáo hội Công giáo được triệu tập để đáp trả cuộc Cải cách Kháng Cách. Tháng 3 năm 1552, Cranmer mời những nhà cải cách hàng đầu của lục địa như Bullinger, John Calvin, và Melanchthon đến Anh để dự một hội nghị liên hệ phái, nhưng gặp phải những hồi đáp đáng thất vọng: Bullinger cho biết ông và Melanchthon không thể rời nước Đức trong thời điểm này khi chiến tranh đang diễn ra giữa Hoàng đế và các vương hầu Lutheran, trong khi Calvin tỏ ra ủng hộ nhưng nói rằng ông không thể đến dự. Cranmer nhìn nhận thiện chí của Calvin và phúc đáp, "Chúng tôi sẽ tận lực cải tổ Giáo hội Anh để cả hai lĩnh vực thần học và luật pháp đều được điều chỉnh cho phù hợp với Kinh Thánh." Một phần bản thảo của đề án còn lưu trữ cho thấy những chỉnh sửa và nhận xét của Cranmer và Martyr. Phiên bản cuối cùng được trình trước Quốc hội trong khi sự bất đồng giữa Cranmer và Dudley lên đến đỉnh điểm, quan nhiếp chính đã thành công khi tìm cách giết chết dự luật giáo hội tại Viện Quý tộc.
Cranmer đã hướng dẫn và thúc đẩy công cuộc hiệu đính Sách Cầu nguyện chung, bắt đầu từ cuối năm 1549 khi Hội nghị Canterbury nhóm họp để thảo luận về vấn đề này. Cuối năm 1550, Martyr và Bucer được mời góp ý, quan điểm của hai người đã có ảnh hưởng đáng kể trên bản hiệu đính. Quan điểm cho rằng Chúa chỉ hiện diện trong thánh lễ Tiệc Thánh về mặt tâm linh được làm sáng tỏ bởi ngôn từ mới và được thể hiện trong thực tế bằng cách cho phép tín hữu được dự phần cả trong bánh và rượu. Sách Cầu nguyện chung được hiệu đính loại bỏ việc cầu nguyện cho người chết cùng những bài cầu nguyện có ngụ ý đến giáo thuyết ngục luyện tội. Đạo luật Uniformity 1552 công nhận Sách Cầu nguyện chung, rồi kể từ ngày 1 tháng 11 chỉ có Sách Cầu nguyện chung được phép sử dụng trong Giáo hội Anh.
Từ tháng 9 năm 1552, Cranmer biên soạn những phiên bản như là những dự thảo cho bản tuyên tín, John Cheke dịch ra tiếng Latin. Sau khi được hội đồng giáo hội chuẩn thuận và nhà vua cho phép, bản Bốn mươi Tín điều được xuất bản vào tháng 5 năm 1553.

## Cuối đời (1553 – 1556)

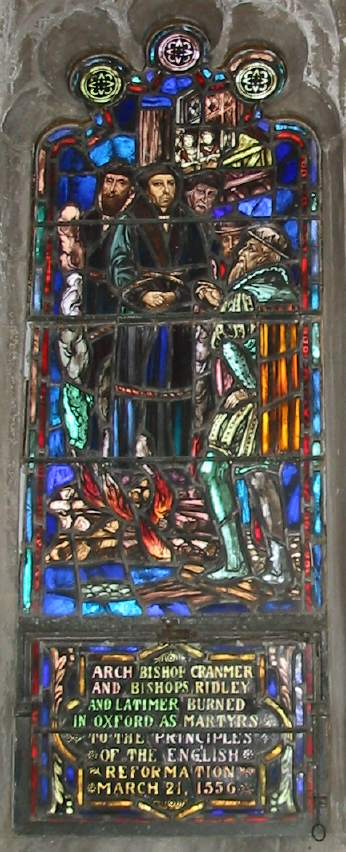
Những người tử đạo ở Oxford: Cranmer, Ridley, và Latimer, minh họa trên cửa kính Christ Church

Edward VI mắc bệnh lao, bệnh trở nặng, các thành viên hội đồng cơ mật được báo cho biết nhà vua sẽ không sống lâu. Ngày 17 tháng 6 năm 1553, nhà vua lập di chúc truyền ngôi cho Lady Jane Grey, một người em họ và là tín hữu Kháng Cách, thay vì Mary con gái của Henry với Catharine Aragon, một giáo dân Công giáo. Quyết định này của Edward là mâu thuẫn với Đạo luật nối ngôi. Cranmer muốn gặp riêng Edward nhưng không được. Giữa hội đồng cơ mật Edward bảo cho Cranmer biết ông ủng hộ những gì được viết trong di chúc.
Giữa tháng 7 bùng nổ những cuộc nổi dậy ở các tỉnh ủng hộ Mary, vị trí của Jane bị lung lay. Khi Mary được công nhận là nữ hoàng, Dudley, Ridley, Cheke, và cha của Jane, Công tước Suffolk, bị tống giam. Song, chưa có hành động nào chống lại Tổng Giám mục. Ngày 8 tháng 8, Cranmer cử hành tang lễ cho Edward theo giáo nghi của Sách Cầu nguyện chung. Trong thời gian này, ông khuyên những người khác, kể cả Peter Martyr, nên rời khỏi nước Anh, nhưng ông quyết định ở lại. Các giám mục cải cách phải rời khỏi nhiệm sở và những chức sắc bảo thủ như Edmund Bonner được phục hồi. Khi có những đồn đại cho rằng Cranmer cho phép cử hành lễ misa tại Đại Giáo đường Canterbury, ông phủ nhận tin đồn và nói, "...toàn bộ nền thần học và tôn giáo được quân vương của chúng ta Edward VI công bố là tinh tuyền và phù hợp với lời Chúa hơn tất cả những gì đã được sử dụng tại Anh từ vài ngàn năm nay." Không có gì đáng ngạc nhiên khi chính quyền mới xem lời tuyên bố của Cranmer đồng nghĩa với sự phản loạn. Ông được lệnh ứng hầu trước hội đồng cơ mật ngày 14 tháng 9, cũng là ngày ông từ biệt Martyr. Ông bị đưa thẳng đến Tháp Luân Đôn, nơi giam giữ Hugh Latimer và Nicholas Ridley.
Ngày 13 tháng 11 năm 1553, Cranmer cùng bốn người khác bị đem ra xét xử, và bị kết án tử hình. Suốt trong tháng 2 năm 1554, Jane Grey và những người phản loạn khác bị hành hình. Rồi cũng đến phiên của những nhà cải cách tôn giáo, ngày 8 tháng 3 năm 1554, hội đồng cơ mật ra lệnh đem Cranmer, Ridley, và Latimer từ nhà tù Bocardo đến Oxford để chờ xét xử lần thứ hai về tội dị giáo. Trong thời gian này, Cranmer đã bí mật gởi một bức thư cho Martyr lúc ấy đang lánh nạn ở Strasbourg, đó là văn kiện cuối cùng do chính tay ông viết. Ông bày tỏ rằng tình trạng ngặt nghèo của giáo hội ngày nay là chứng cứ cho thấy sau cùng giáo hội sẽ được giải cứu, "Tôi cầu xin Chúa ban sức để chúng ta có thể chịu đựng cho đến cuối cùng!" Cranmer tiếp tục bị biệt giam ở Bocardo trong mười bảy tháng cho đến khi mở phiên tòa ngày 12 tháng 9 năm 1555. Mặc dù diễn ra ở Anh, vụ xét xử thuộc thẩm quyền của Giáo hoàng, và phán quyết sau cùng đến từ Rô-ma. Khi bị xét hỏi, Cranmer thừa nhận mọi cáo buộc nhưng bác bỏ tội phản quốc, bất tuân phục, và dị giáo. Dù bị xét xử sau nhưng Latimer và Ridley bị hành quyết trước Cranmer, hai người bị đưa lên giàn hỏa thiêu ngày 16 tháng 10. Cranmer bị buộc phải đứng ở tháp canh để chứng kiến vụ hành hình. Ngày 4 tháng 12, Rô-ma quyết định số phận của Cranmer bằng cách tước bỏ chức vụ Tổng Giám mục của ông và cho phép giới chức thế tục thực thi bản án.
Có vài thay đổi xảy ra trong những ngày cuối, Cranmer từ bỏ nền thần học cũ. Ngày 11 tháng 12, ông được đưa đến tư thất Hiệu trưởng Trường Christ Church, Đại học Oxford. Không khí ở đây khác hẳn hai năm bị giam giữ. Ông thảo luận với Juan de Villagarcia, một tu sĩ dòng Tên, về các vấn đề như thẩm quyền tối thượng của Giáo hoàng và ngục luyện tội. Từ cuối tháng 1 đến giữa tháng 2, Cranmer tuyên bố phục tùng thẩm quyền vua và nữ hoàng cũng như nhìn nhận Giáo hoàng là đầu của giáo hội. Ngày 14 tháng 2 năm 1556, ông bị tước bỏ thánh chức và bị đưa trở lại Bocardo. Những gì Cranmer chịu nhượng bộ là quá ít, điều này không làm Edmund Bonner hài lòng. Ngày 24 tháng 2, phán quyết được gởi đến thị trưởng Oxford, ngày xử tử Cranmer được ấn định là 7 tháng 3. Hai ngày sau, Cranmer đưa ra lời tuyên bố thứ năm bác bỏ toàn bộ nền thần học của Luther và Zwingli, hoàn toàn chấp nhận thần học Công giáo kể cả quyền tối thượng của Giáo hoàng và giáo lý bí tích thánh thể, tuyên bố không có sự cứu rỗi nào khác bên ngoài Giáo hội Công giáo. Ông cũng bày tỏ niềm vui trở lại với đức tin Công giáo, xin lễ xá tội và lễ misa. Cuộc hỏa thiêu được dời lại, và theo thông lệ của giáo luật, ông có thể được ân xá. Tuy nhiên, Mary quyết định rằng cuộc hành hình không thể dời lại lâu hơn nữa. Ngày 8 tháng 3, Cranmer đưa ra lời tuyên bố sau cùng thể hiện một con người bị suy sụp với lời xưng tội đầy nước mắt. Nhưng Mary muốn dùng Cranmer làm gương răn đe, lập luận rằng, "tội lỗi và sự cứng đầu của Cranmer chống lại Thiên Chúa và Nữ hoàng là quá lớn nên không có sự khoan hồng và thương xót nào dành cho ông ta", rồi thúc đẩy việc tiến hành cuộc hành hình.
Người ta bảo Cranmer biết ông có thể đưa ra lời sám hối sau cùng trước công chúng trong một buổi lễ tại Nhà thờ St Mary của Đại học Oxford. Ông viết và nộp một bản văn như thế trước khi chết. Trên tòa giảng trong ngày bị hành hình, Cranmer mở đầu bằng lời cầu nguyện và khuyên mọi người nên vâng phục vua và nữ hoàng, nhưng ông kết thúc bài giảng luận hoàn toàn bất ngờ, trái với những gì ông viết và nộp trước. Ông bác bỏ lời nhận tội và sám hối do chính tay ông viết và ký bởi vì hèn nhát, ông nói rằng bàn tay ông phải bị trừng phạt trước tiên trong lửa. Rồi ông tiếp, "Tôi khước từ công nhận giáo hoàng, cùng với tất cả giáo lý sai trái của giáo hoàng, xem giáo hoàng là kẻ thù của Chúa Cơ Đốc, là kẻ chống chúa (antichrist)." Cranmer bị lôi xuống khỏi tòa giảng và đem đến địa điểm Latimer và Ridley bị hỏa thiêu sáu tháng trước đó. Khi lửa bùng lên xung quanh, ông thực hiện lời hứa bằng cách đưa tay phải vào giữa ngọn lửa và nói, "đây là bàn tay vô dụng". Những lời sau cùng của Cranmer, "Lạy Chúa Giê-xu, xin nhận linh hồn con... Tôi thấy thiên đàng mở ra và Chúa Giê-xu đứng bên hữu Thiên Chúa."

## Di sản
Sau khi lên ngôi, Elizabeth I phục hồi sự độc lập của Giáo hội Anh đối với Rô-ma qua Định chế Tôn giáo thời Elizabeth. Giáo hội được tái lập, trong thực tế là sự trở lại với giáo hội thời Edward kể từ tháng 9 năm 1552. Sách Cầu nguyện chung thời Elizabeth thực chất là ấn bản năm 1552 của Cranmer. Phần lớn những người sống lưu vong đều quay về Anh để đảm nhiệm những chức trách trong giáo hội. Đối với những người như Edmund Grindal, một Tổng Giám mục Canterbury thời Elizabeth, Cranmer là tấm gương sáng.
Mối quan tâm lớn nhất của Cranmer là duy trì quyền tối thượng của nhà vua cũng như phổ truyền và áp dụng nền thần học cải cách. Dù vậy, ông được nhớ đến nhiều nhất là do những đóng góp cho lãnh vực ngôn ngữ và bản sắc văn hóa. Những tác phẩm văn xuôi của ông đã định hướng sự phát triển của ngôn ngữ Anh, Sách Cầu nguyện chung là đóng góp quan trọng cho văn học Anh, cho đến nay vẫn còn nhiều ảnh hưởng trên thế giới nói tiếng Anh. Đây là quyển giáo nghi được sử dụng cho Anh giáo cho đến nay là hơn bốn trăm năm, và được dịch ra hơn 150 ngôn ngữ.
Đôi khi người Công giáo miêu tả Cranmer như là một kẻ cơ hội, và là công cụ cho một vương triều bạo tàn, trong khi người Kháng Cách ca tụng Cranmer và đôi lúc bỏ qua những khiếm khuyết của ông. Song, cả hai phía đều có thể đồng ý với nhau rằng Cranmer là một học giả tận tụy, cuộc đời ông phô bày những ưu điểm cùng những khuyết điểm của một con người. Ông là một nhà cải cách thường khi không được đánh giá đúng và đầy đủ. Trong Cộng đồng Anh giáo, Cranmer được tưởng niệm vào ngày 21 tháng 3 như là một người tử đạo vì lý tưởng Cải cách.

## Trích dẫn
Thomas Cranmer được xem là tác giả của Sách Cầu nguyện chung được sử dụng rộng rãi trong Cộng đồng Anh giáo trên khắp thế giới. Các giáo hội Giám Lý, Trưởng Lão, Lutheran nói tiếng Anh đã có nhiều vay mượn từ quyển giáo nghi này. Theo nhận xét của John Wesley, nhà sáng lập Phong trào Giám Lý, "Tôi tin rằng không có quyển giáo nghi nào trên thế giới, xưa hoặc nay, đã phổ truyền lòng yêu mến Chúa cách vững vàng, phù hợp với giáo huấn Kinh Thánh, và thuần lý như Sách Cầu nguyện chung của Giáo hội Anh."
Cùng với bản Kinh Thánh King James và những tác phẩm của Shakespeare, Sách Cầu nguyện chung là một trong ba nền móng của tiếng Anh hiện đại, đóng góp nhiều từ và thành ngữ cho ngôn ngữ thường nhật của người dân Anh, cũng như được nhiều tác gia trích dẫn trong các tác phẩm của họ.
Dưới đây là một số câu nổi tiếng trích từ Sách Cầu nguyện chung do Thomas Cranmer biên soạn:
- ... dù hoàn cảnh thuận lợi hay khó khăn, dù giàu hay nghèo, dù khi bệnh tật, tôi nguyện yêu em (anh), cho đến khi sự chết chia lìa chúng ta.[94]
- Xin Chúa nhân lành cứu chúng con khỏi mọi sự mê muội của trái tim, khỏi sự kiêu ngạo, hư danh, và đạo đức giả; khỏi lòng ganh tị, căm ghét, hiểm độc, và mọi điều hà khắc.[95]
- Lạy Chúa, xin chiếu sáng chúng con trong bóng tối; bởi ơn thương xót rất lớn của Ngài, xin gìn giữ chúng con khỏi mọi tai ương và hiểm nghèo trong đêm nay.[96]
- Chúng con vẫn luôn sai lầm và lạc lối như chiên đi lạc.[97]
- Chúng con bỏ dở những điều cần phải làm, mà lại làm những điều chúng con không được phép làm.[97]
- Lạy Chúa toàn năng, Đấng tra xét lòng người, thấy rõ mọi tham dục của họ, không điều gì giấu kín khỏi mắt Ngài; Bởi sự soi sáng của Chúa Thánh Linh, xin thanh tẩy ý tưởng và tấm lòng chúng con để chúng con có thể yêu Ngài trọn vẹn, và xứng hiệp mà tôn vinh Danh thánh của Ngài.[98]
- Chúng con, những tôi tớ không xứng đáng của Ngài, xin khiêm nhu dâng lời tạ ơn tự đáy lòng vì sự tốt lành và tình yêu bao dung của Ngài dành cho chúng con, và cho mọi người; Chúng con tạ ơn Ngài vì Ngài đã sáng tạo thế giới và bảo tồn nó, cùng mọi ơn phước trên đời này; nhưng trên hết là vì tình yêu vô bờ của Ngài dành cho thế gian qua Giê-xu Cơ Đốc Chúa chúng con.[99]
- Chúng ta đặt thân thể này xuống lòng đất; đất trở về với đất, tro về với tro, bụi về với bụi; với niềm hi vọng chắc chắn và mạnh mẽ rằng người này sẽ sống lại.[100]

### Sách tham khảo chính
- The Works of Thomas Cranmer (1st published in 1886): Volume 1, Volume 2